# Vlag van Wight

Vlag van Wight

Voormalige vlag van Wight

De vlag van Wight werd aangenomen en geregistreerd op 9 januari 2009. Het toont een ruitvorm (het eiland) die over oceaangolven zweeft. De inkeping in de bovenste hoek van de diamant stelt de rivier Medina voor, de grootste rivier op het eiland. Het ontwerp was van John Graney.

## Eerdere vlag
De voorgaande vlag was een banier van het wapen van Wight dat in 1938 werd verleend.
Het kasteel dat centraal op de vlag staat is Carisbrooke Castle, de historische zetel voor de gouverneurs van Wight. Het omringende blauwe veld en de drie ankers verwijzen naar de maritieme geschiedenis van het eiland.
Het gebruik van de vlag is vaak beperkt tot gebouwen van de lokale overheid, terwijl de vlag van Engeland vaak bij evenementen als symbool van het eiland gebruikt wordt en de vlag van het Verenigd Koninkrijk bij officiële gelegenheden.